# Vilija Sereikaitė
Vilija Sereikaitė (* 12. Februar 1987 in Panevėžys, Litauische SSR, Sowjetunion) ist eine ehemalige litauische Radrennfahrerin, spezialisiert auf Ausdauerdisziplinen im Bahnradsport.
2008 wurde Vilija Sereikaitė U23-Europameisterin in der Einerverfolgung. Bei den Olympischen Spielen 2008 in Peking wurde sie Sechste in derselben Disziplin.
2009, 2010 und 2011 belegte Vilija Sereikaitė jeweils den dritten Platz bei Weltmeisterschaften in der Disziplin Verfolgung. 2012 wurde sie gemeinsam mit Vaida Pikauskaitė und Aušrinė Trebaitė Europameisterin in der Mannschaftsverfolgung. Im selben Jahr wurde sie nationale Meisterin im Einzelzeitfahren auf der Straße.
2015 beendete Sereikaitė, die im Jahr zuvor ein Pädagogik-Studium abgeschlossen hatte, ihre aktive Radsportlaufbahn.

## Ehrungen
2010 wurde Vilija Sereikaitė mit dem Orden für Verdienste um Litauen geehrt und 2014 zur Sportlerin des Jahres von Panevėžys gewählt.

## Erfolge

### Bahn
2007
- Europameisterschaft (U23) – Einerverfolgung

2008
- Bahnrad-Weltcup in Cali – Einerverfolgung
- Europameisterin (U23) – Einerverfolgung

2009
- Weltmeisterschaft – Einerverfolgung

2010
- Weltmeisterschaft – Einerverfolgung
- Europameisterschaft – Mannschaftsverfolgung (mit Vaida Pikauskaitė und Aušrinė Trebaitė)

2011
- Weltmeisterschaft – Einerverfolgung

2012
- Europameisterin – Mannschaftsverfolgung (mit Vaida Pikauskaitė und Aušrinė Trebaitė)

2014
- Europameisterschaft – Einerverfolgung

### Straße
2011
- Gesamtwertung und eine Etappe Puchar Prezesa LZS

2012
- Litauische Meisterin – Einzelzeitfahren